# Ringstraßenpalais (Fernsehserie)
Ringstraßenpalais war eine Fernsehserie des ORF, in Zusammenarbeit mit dem ZDF. Der Name der Serie bezieht sich auf die prachtvollen Ringstraßenpalais an der Wiener Ringstraße.

## Handlung
In Wien wird im Jahre 1867 trotz der vernichtenden Niederlage in der Schlacht bei Königgrätz an der Ringstraße gebaut.
Franz Graf Artenberg kommt als Vertreter seiner in finanziellen Schwierigkeiten steckenden Familie zu Baron Eduard Baumann, um ihn um Finanzhilfe zu bitten. Dabei lernt er die Tochter des Barons kennen, verliebt sich in sie und heiratet sie. Im Laufe der Serie wird der Aufstieg und Fall der Familie Artenberg geschildert und wie sie im Laufe der Zeit um ihr Überleben kämpfen muss. Das Schicksal der Familie ist sinnbildlich für die Geschichte Österreichs. Die Geschichte fängt um die Mitte des 19. Jahrhunderts an und geht bis in die Moderne, in die 1980er-Jahre.

## Episoden

### Staffel 1
1. Im Schatten von Königgrätz
2. Familiengründung
3. Die Spekulanten
4. Der große Krach
5. Die Verschwörung
6. Der Abschied
7. Die neue Generation
8. Die Erbschaft
9. Das Familientreffen
10. Der Krieg
11. In geheimer Mission
12. Das bittere Ende

### Staffel 2
1. Der Zusammenbruch
2. Schlußkonzert
3. Kein Glück in der Liebe
4. Die Rückkehr
5. Die Verwandtschaft
6. Eine Rechnung wird bezahlt
7. Fliegeralarm
8. Die Heimkehrer
9. Leben auf Abruf
10. Der Staatsvertrag
11. Die Aussteiger
12. Die Entscheidung

### Staffel 3
1. Die Verschwörung
2. Die kaputte Familie
3. Der große Unbekannte

### Miniserie
Im ORF wurde die Serie in 15 Teilen ausgestrahlt:
1. Im Schatten von Königgrätz – 1867
2. Der große Krach – 1873
3. Die Krise – 1888/89
4. Die Erbschaft – 1900
5. Der Krieg – 1914
6. Der Untergang – 1917
7. Der Zusammenbruch – 1922/23
8. Kein Glück in der Liebe – 1934
9. Die Verwandtschaft – 1938
10. Die Heimkehrer – 1944/45
11. Leben auf Abruf – 1954/55
12. Die Aussteiger – 1974
13. Die Verschwörung
14. Die kaputte Familie
15. Der große Unbekannte

## Kulissen
Die Handlung spielt in Wien. Gefilmt wurde zum Teil im Palais Schey von Koromla an der Ringstraße, Ecke Goethegasse.

## Ausstrahlung
Die ersten beiden Staffeln wurden von 1980 bis 1982 erstmals vom ORF ausgestrahlt. Sie umfassten je sechs Folgen zu 90 Minuten. Im Jahr 1986 folgte die dritte Staffel mit drei Folgen. Bei Wiederholungen wurden einzelne Folgen zweigeteilt zu je 45 Minuten gesendet.

## Weitere Darsteller
Rudolf Buczolich, Ida Krottendorf, Hertha Schell, Götz von Langheim, Helma Gautier, Boris Cavazza, Kurt Meisel, Vernon Dobtcheff, Klausjürgen Wussow, Heinz Petters, Dolores Schmidinger, Erich Auer, Maria Perschy, Lukas Resetarits, Regina Sattler, Wolfgang Preiss, Michaela Rosen und viele andere.